# 콜텍
콜텍(CORTEK Corp.)은 어쿠스틱 기타, 일렉트릭 기타, 베이스, 앰프를 제조하는 대한민국의 기업이다. 

## 개요
본사는 서울에 위치하고 있으며, 인도네시아 수라바야와 중국 대련 지역에 기타 공장을 보유하고 있다. 1960년 '수도피아노'라는 악기 수입업체로 시작하여, 1972년에 '유아통상 주식회사'를 설립하면서 기타 해외수출을 개시했다. 현재의 사명 '콜텍'을 갖게 된 건 1988년이다.
콜텍은 OEM 방식으로 기타와 앰프, 마이크로폰 부품 등을 생산하여 납품한다. 2020년 'Music Trades'에서 발표한 '2020 Global Market Report'에 따르면, 세계 악기공급 업체 중 29번째로 매출 규모가 큰 업체로 기록되어 있다. 기타 생산부분에서는 세계시장 점유율 30%를 차지하고 있는 것으로 알려져 있으며, 이를 통해 지난 2012년부터 산업통상자원부와 대한무역투자진흥공사에서 선정하는 세계일류상품 생산기업 인증을 유지하고 있다. 금융감독원 전자공시시스템에 게재된 감사보고서에 따르면 매출의 96% 이상이 수출로 발생한 금액이다.  
콜트(Cort)와 파크우드(Parkwood)는 콜텍의 자체 브랜드이며, 최근 Harman으로부터 디지텍(DigiTech, DOD) 브랜드를 인수했다.

## 연혁
| 연도 | 내용                                                                                          |
| ---- | --------------------------------------------------------------------------------------------- |
| 1960 | 콜텍 전신 '수도피아노' 설립 수도피아노 부평공장 준공 기타 사업 확장                           |
| 1973 | '유아통상' 주식회사 설립 기타 해외수출 개시                                                   |
| 1982 | '유아통상'에서 '콜트악기'로 상호 변경                                                         |
| 1984 | 미국 '웨스트하이머' 사와 합작투자 유치                                                        |
| 1985 | 헤드리스(Headless) 기타 독점 라이센스 생산                                                    |
| 1986 | 누적 기타 생산량 1,000,000대 돌파                                                             |
| 1987 | '제24회 무역의 날' 1,000만 불 수출의 탑 및 대통령 표창 수상                                   |
| 1988 | '(주)콜텍' 설립 전자사업부 신설 마이크로폰 부품 및 픽업 생산 시작                             |
| 1991 | 대전 어쿠스틱 기타 공장 가동                                                                  |
| 1992 | 국내영업부 신설 기타 브랜드 내수 판매 시작                                                    |
| 1993 | 정전 도장 마감공법 적용                                                                       |
| 1994 | 솔리드 전판(Solid Top) 기타 생산 시작                                                         |
| 1995 | 인도네시아 법인 'P.T. Cort Indonesia' 설립                                                    |
| 1996 | 본사 사옥 이전(서울특별시 강서구 등촌동) 'P.T. Cort Indonesia' 일렉트릭 기타 생산 시작        |
| 1997 | 미국 국제 악기 전시회 'NAMM Show' 첫 참가                                                     |
| 1998 | 부평공장 설립 및 전자사업부 확장                                                              |
| 1999 | 중국 법인 '콜텍대련유한공사' 설립                                                             |
| 2000 | 대전 공장 준공 이전 도브테일 방식(Dovetail Joint) 도입                                        |
| 2001 | 'P.T. Cort Indonesia' 앰프 생산 개시 산업자원부 선정 '세계일류상품' 인증 획득                 |
| 2003 | '제40회 무역의 날' 5,000만불 수출의 탑 수상                                                   |
| 2005 | '제42회 무역의 날' 7,000만불 수출의 탑 수상                                                   |
| 2006 | 중국 '콜텍대련유한공사' 준공 이전 'P.T. Cort Indonesia' 일렉트릭 기타 1,000,000대 생산 돌파   |
| 2009 | 재단법인 '콜텍문화재단' 설립 '제1회 어쿠스틱 기타 경연대회' 개최                              |
| 2012 | 지식경제부 선정 '세계일류상품' 인증 획득                                                      |
| 2013 | '제1회 전국 기타동아리 페스티벌' 개최 'P.T. Cort Indonesia' 어쿠스틱 기타 500,000대 생산 돌파 |
| 2014 | UV 마감공법 개발 및 도입                                                                      |
| 2017 | 고용노동부 선정 '강소기업' 인증 획득                                                          |
| 2020 | 고용노동부 선정 '청년친화 강소기업' 인증 획득                                                 |
| 2022 | 디지텍(DigiTech, DOD) 브랜드 인수                                                             |